# Щитов Микита Олександрович
Микита Олександрович Щитов (рос. Никита Александрович Щитов; 24 грудня 1983, м. Уфа, СРСР) — російський хокеїст, захисник. Виступає за «Спартак» (Москва) у Континентальній хокейній лізі. 
Вихованець хокейної школи «Салават Юлаєв» (Уфа). Виступав за «Торос» (Нефтекамськ), «Металург» (Сєров), «Кедр» (Новоуральськ), «Салават Юлаєв» (Уфа), «Нафтохімік» (Нижньокамськ), «Спартак» (Москва), «Нафтохімік» (Нижньокамськ). 
Досягнення
- Учасник матчу усіх зірок КХЛ (2015).